# Карманьола (песня)
Карманьо́ла (фр. Carmagnole) — анонимная, но очень популярная песня времён Великой французской революции, сочинённая в 1792 году. Название, вероятно, происходит от имени итальянского города Карманьола, где большую часть населения составляла рабочая беднота.

## Карманьола
| Литературный перевод | |
| --- | -------------------------------------------------------------------------------------------------- |
| Мадам Вето* грозилась, вишь, Мадам Вето грозилась, вишь, Что передушит весь Париж. Но, черт её дери, - Не дремлют пушкари!                                  | |
| Припев(вариант 1) | Припев(вариант 2)                                                                                  |
| Эй, спляшем Карманьолу! И пушек гром, и пушек гром! Эй, спляшем Карманьолу! Раздастся пусть кругом!                                                         | Пропляшем Карманьолу, Дружно вперёд, дружно вперёд! Пропляшем Карманьолу, Пушечный гром нас зовёт! |
| А сам Вето божился как, А сам Вето божился как, Что он, де, Франции не враг, Что он, де, Франции не враг. Но не сдержал обет, Пощады ему нет!               | |
| Припев | |
| Король обет нарушил свой, Король обет нарушил свой, Как «верный сын» правит страной, Как «верный сын» правит страной. Ему держать ответ! Пощады больше нет! | |
| Припев | |
| Дворяне все стоят горой, Дворяне все стоят горой, За короля, за старый строй, За короля, за старый строй. Но струсят все они Когда пойдут в бои.            | |
| Припев | |
| Друзья, сомкнём тесней ряды, Друзья, сомкнём тесней ряды, Тогда враги нам не страшны! Пускай начнут же бой, Мы встретим их пальбой!                         | |
| Припев | |
| Да, будем всегда помнить мы Да, будем всегда помнить мы Санкюлотов** пригородных! Санкюлотов пригородных! За них выпьем мы, Пусть здравствуют они!          | |
| Припев | |

* Мадам Вето — Мария-Антуанетта Австрийская, королева Франции, жена Людовика XVI.
** Санкюлоты (от фр. sans culotte, «без кюлот», — в длинных брюках вместо коротких штанов, которые с чулками и башмаками носили в основном аристократы) — революционно настроенные представители городского и отчасти сельского простонародья во время Великой Французской революции, преимущественно работников мануфактур и мастерских, а также других чернорабочих.

## Использование
Редкий и не встречавшийся в России до революции 1917 года мотив этой песни использовал Николай Мясковский в Шестой симфонии. В ноябре 1918 года в одном из рабочих клубов Петрограда был показан балет Б. В. Асафьева «Карманьола» под фортепианный аккомпанемент автора. В 1930 году в Одесском оперном театре ставится балет В. А. Фемилиди «Карманьола». Среди песен, написанных в 1920-е годы, популярность приобрела «Наша Карманьола» на слова драматурга и поэта В. М. Киршона. Поэт А. А. Жаров вспоминал явный страх городского обывателя, слушавшего, как комсомольцы, возвращаясь с мероприятий пели эту песню.